# Reacción de Raale
La reacción de Raale es una reacción química para descubrir la albúmina en la orina, indicada por primera vez por Grosstern y Fudakowsky.
Se hace añadiendo a la orina filtrada algo de ácido tricloroacético cristalizado; mientras este último se disuelve, cuando hay albúmina disuelta, aparece una zona turbia.